# Guayania
Guayania là một chi thực vật có hoa trong họ Cúc (Asteraceae).

## Loài
Chi Guayania gồm các loài: